# Crépuscule sur l'océan
Pour plus de détails, voir Fiche technique et Distribution.
Crépuscule sur l'océan (Twilight for the Gods, titre original en anglais signifiant littéralement Crépuscule pour les dieux) est un film américain réalisé par Joseph Pevney et sorti en 1958.

## Synopsis
Un capitaine de marine déchu fait la traversée des mers du sud sur un vieux rafiot. L'équipage est de plus en plus inquiet à propos de la vétusté du bateau.

## Fiche technique
- Titre original : Twilight for the Gods
- Réalisation  : Joseph Pevney
- Scénario : Ernest K. Gann
- Adaptation française:Elie Fabrikant
- post synchronisé au studio :Kleber Leo Lax
- Directeur artistique :Jean Gournac
- Ingénieur du son :Jacques Orth
- Genre : Drame
- Date de sortie:
  - États-Unis : 6 août 1958
  - France 21 février 1959
- Producteur : Gordon Kay
- Musique : David Raksin
- Distribution : Universal Pictures
- Affiche : Guy-Gérard Noël (France)

## Distribution
- Rock Hudson (VF : Jean-Claude Michel) : Capitaine David Bell
- Cyd Charisse (VF : Jacqueline Porel) : Charlotte King
- Arthur Kennedy (VF : Roger Rudel) : le second Ramsay
- Leif Erickson  (VF : Serge Nadaud) : Harry Hutton
- Charles McGraw  (VF : Pierre Leproux) : Yancy
- Ernest Truex (VF : Jean Gournac) : Révérend Butterfield
- Richard Haydn (VF : André Bervil) : Oliver Wiggins
- Judith Evelyn (VF : Nicole Vervil) : Ethel Peacock
- Wallace Ford (VF : Paul Bonifas) : le vieux Brown
- Celia Lovsky (VF :  Muse Dalbray)  : Ida Morris
- Vladimir Sokoloff (VF : Paul Villé) : Feodor Morris
- Charles Horvath (VF : Henry Djanik) : Lott
- Robert F. Hoy : Keim
- Maurice Marsac (VF : Georges Hubert) : un employé naval
- Virginia Gregg (VF : Hélène Tossy) : Myra Pringle
- William Challee : Sweeney
- Morris Ankrum (VF : Lucien Bryonne) : un capitaine
- Arthur Space  (VF : Lucien Bryonne) : un officier

## Voix françaises
- Muse Dalbray (Celia Lovsky )
- Nicole Vervil (Judith Evelyn )
- Serge Nadaud (Leif erickson )
- Pierre Leproux (Charles Mcgraw )
- Jean Gournac (Ernest Truex)
- Paul Ville	(Vladimir Sokoloff)
- Paul Bonifas (Wallace Ford)
- Henri Djanik  (Charles Horvath)
- Helene Tossy (Virginia Gregg)
- Lucien Bryonne  (Morris Ankrum)
- Jean-Claude Michel	(Rock Hudson)
- Jacqueline Porel (Cyd Charisse)
- Roger Rudel (Arthur Kennedy)
- André Bervil (Richard Haydn )
- Georges Hubert (Maurice Marsac)
- Lucien Bryonne (Arthur Space)
- Jean-Henri Chambois (Client de charlotte-inez )

- Post synchronisé au studio [1] :	Kleber Leo Lax, Adaptation française : Elie Fabrikant, son : Jacques Orth, directeur artistique : Jean Gournac